# Maria Cristina Caretta
Maria Cristina Caretta, née le 11 janvier 1964 à Thiene (Italie), est une femme politique italienne.

## Biographie
Membre de Frères d'Italie, elle est élue députée lors des élections parlementaires le 4 mars 2018. Elle est réélue lors des élections du 25 septembre 2022.